# Koirankari, Sastamala
Koirankari är en ö i Finland. Den ligger i sjön Rautavesi och Liekovesi och i kommunen Sastamala i den ekonomiska regionen  Sydvästra Birkaland och landskapet Birkaland, i den sydvästra delen av landet, 170 km nordväst om huvudstaden Helsingfors. Ö är blott kanske 10 meter. 

## Klimat
Trakten ingår i den boreala klimatzonen. Årsmedeltemperaturen i trakten är 1 °C. Den varmaste månaden är juli, då medeltemperaturen är 16 °C, och den kallaste är januari, med −13 °C.